# فيليب مانينغ
فيليب مانينغ (بالإنجليزية: Philipp Manning)‏ (و. 1869 – 1951 م) هو ممثل مسرحي، وممثل أفلام من المملكة المتحدة لبريطانيا العظمى وأيرلندا، وجمهورية فايمار، والإمبراطورية الألمانية، وألمانيا النازية، وألمانيا الغربية، ولد في كنت، توفي في فالدزهوت-تينغن، عن عمر يناهز 82 عاماً.

## وصلات خارجية
- فيليب مانينغ على موقع IMDb (الإنجليزية)
- فيليب مانينغ على موقع ألو سيني (الفرنسية)
- فيليب مانينغ على موقع قاعدة بيانات الأفلام السويدية (السويدية)
- فيليب مانينغ على موقع قاعدة بيانات الفيلم (الإنجليزية)
- فيليب مانينغ على موقع كينوبويسك (الروسية)

- فيليب مانينغ في قاعدة بيانات الأفلام على الإنترنت